# Robert Baljeu
Robert Jan P. Baljeu (Velsen, 19 juni 1969) is een Nederlands politicus. Hij was Statenlid in Noord-Holland van 28 maart 2019 tot en met 28 maart 2023. Van 15 december 2020 tot 15 februari 2021 was hij tevens lid van de Eerste Kamer als vervanger van Annabel Nanninga die met zwangerschapsverlof was. Hij is lid van de splinterpartij Groep Otten, maar was voorheen lid van Forum voor Democratie (FVD).

## Opleiding
Van 1992 tot 1995 studeerde hij Psychologie aan de Universiteit van Amsterdam, maar deze studie heeft hij nooit afgerond. Tijdens zijn studie was hij ook werkzaam als teamleider bij de Koninklijke Landmacht.

## Loopbaan
Na zijn opleiding heeft hij bij verschillende bedrijven gewerkt. Sinds 2010 is hij onafhankelijk hrm- en ICT-consultant met zijn bedrijf Turning Point B.V.

## Politieke loopbaan
Vanaf 2016 was Baljeu bij Forum voor Democratie verantwoordelijk voor recruitment en training en zocht in die positie kandidaten voor de Provinciale Statenverkiezingen van 2019. Daarnaast werd hij in 2017 directeur van het partijbureau. Baljeu deed zelf ook mee aan de Provinciale Statenverkiezingen in maart 2019 en werd verkozen als Statenlid in Noord-Holland voor FVD met 7779 voorkeurstemmen.
Op 14 mei 2019 – minder dan twee maanden nadat hij Statenlid was geworden – werd Baljeu uit de fractie van Forum voor Democratie gezet, nadat alle andere fractieleden hun vertrouwen in hem hadden opgezegd. Kort daarvoor was al een einde gekomen aan zijn betaalde positie als recruiter. Nadat hij uit de fractie was gezet, zei hij in een interview dat er een angstcultuur heerste binnen de partij en bekritiseerde hij een groep die volgens hem flirtte met de alt-right. Baljeu besloot zijn zetel te houden en door te gaan als een eenmansfractie.
Hij stond als vijftiende op de lijst van Forum voor Democratie tijdens de Eerste Kamerverkiezing op 29 mei. De lijst was al ingediend voordat Baljeu uit de fractie was gezet. De partij won twaalf zetels. Nadat Henk Otten uit de partij werd gezet, sloot Baljeu zich aan bij zijn splinterpartij Groep Otten, waar hij werkzaam werd als fractiemedewerker van de Eerste Kamer en als bestuurder.
Op 15 december 2020 werd hij geïnstalleerd als lid van de Eerste Kamer, als tijdelijke vervanger van Annabel Nanninga die op dat moment deel uitmaakte van de Fractie-Van Pareren. Nanninga was met zwangerschapsverlof en werd tijdelijk vervangen door Hugo Berkhout, maar hij nam vervolgens de permanente zetel in van de vertrokken Paul Cliteur. Hierdoor kwam een zetel vrij voor Baljeu. Hij was lid van de parlementaire commissies voor Onderwijs, Cultuur en Wetenschap en voor Volksgezondheid, Welzijn en Sport.  Nanninga keerde op 15 februari 2021 terug in de Kamer, waardoor Baljeus lidmaatschap ten einde kwam. Hij bleef wel Statenlid tot de Provinciale Statenverkiezingen van 2023, toen Groep Otten niet deelnam. Kort voor het einde van zijn ambtstermijn verscheen hij in een artikel van de NOS en regionale omroepen over afwezigheid van Statenleden. Volgens het artikel was Baljeu afwezig tijdens 20 van de 50 vergaderingen en was daarmee nationaal het op een na meest afwezige lid van de Provinciale Staten.
Hij nam deel aan de gemeenteraadsverkiezingen in maart 2022 in Amsterdam als nummer twee op de lijst van Groep Otten, maar die partij ontving geen zetels in de raad. Bij de Provinciale Statenverkiezingen 2023 deed Groep Otten niet mee, waarmee hij na deze verkiezingen uit de Noord-Hollandse Staten verdween.